# 夏音/異夢 〜THOUSAND DREAMS〜
《夏音/異夢 〜THOUSAND DREAMS〜》（日语：夏音/変な夢 〜THOUSAND DREAMS〜）是GLAY的第34張單曲，也是第5張雙A面單曲。

## 簡介
- 到這張為止，共20張單曲獲得單曲榜冠軍。
- 1997年的《口唇》發行以來連續10年獲得單曲榜冠軍。
- 雖然是雙A面單曲，但封面卻只有標記「夏音」。

## 收錄曲目
1. 夏音
2. 異夢 〜THOUSAND DREAMS〜
3. Lock on you

## 收錄專輯
- LOVE IS BEAUTIFUL
- THE GREAT VACATION VOL.1 〜SUPER BEST OF GLAY〜
- rare collectives vol.3